# Niels Werenschiold
Niels Werenschiold (også Wærnschiold etc., ved dåben: Niels Wernersen) (1669 – 25. juli 1741) var en norsk godsejer, konferensråd og amtmand.
Han ejede Borregård og Hafslund i Norge. 13. november 1697 eller 31. december 1717 blev han adlet Werenskiold.
Han blev 1703 (1704?) amtmand over Frederiksstads og Smålenenes Amt, 17. januar 1705 titulær justitsråd, senere assistentsråd, etatsråd og i december 1724 konferensråd. 28. november 1733 blev han Ridder af Dannebrog med valgsproget: Gud er mit Værn.
Han blev gift 7. januar 1698 på Bragernæs med Elisabeth de Tonsberg (født 1673, datter af etatsråd, stiftamtmand Matthias de Tonsberg til Ulveland og Anne Cathrine Mechlenburg, død 13. juli 1742). Han var fader til blandt andre Karen Werenschiold.